# Medetera tristis
Medetera tristis är en tvåvingeart som först beskrevs av Zetterstedt 1838.  Medetera tristis ingår i släktet Medetera och familjen styltflugor. Arten är reproducerande i Sverige. Inga underarter finns listade i Catalogue of Life.